# Parłowo
Parłowo [parˈwɔvɔ] (tiếng Đức: Parlowkrug) là một khu định cư ở quận hành chính của Gmina Wolin, thuộc quận Kamień, West Pomeranian Voivodeship, ở phía tây bắc Ba Lan. Nó nằm khoảng 10 kilômét (6 mi) phía đông của Wolin, 16 km (10 mi) phía nam Kamień Pomorski và 48 km (30 mi) phía bắc thủ đô khu vực Szczecin.